# لاتاری (فیلم ۲۰۱۰)
«لاتاری» (انگلیسی: The Lottery) فیلمی در ژانر مستند به کارگردانی مادلین ساکلر است که در سال ۲۰۱۰ میلادی منتشر شد.
فیلم در آوریل ۲۰۱۰ در جشنواره فیلم ترایبکا در بخش «گفتگوی ترایبکا» جشنواره، نمایش داده شد.
لاتاری در ۷ مه ۲۰۱۰ در سینما اکران و در در ۳۰ می ۲۰۱۰ نسخهٔ دی‌وی‌دی آن، عرضه شد.
کارگردان فیلم، ساکلر، فارغ‌التحصیل دانشگاه دوک است. این اولین فیلم او است.